# 安居县 (明朝)
安居县，是明朝时设置的县，在今重庆市铜梁县之安居镇。
成化十七年（1481年）九月庚寅（10月11日），析铜梁县、遂宁县地徙地新置安居县，以安居溪（又名大安溪）经此注入涪江得名，仍隶重庆府。清朝康熙元年（1662年），省铜梁县、安居县，并入合州。